# مقاطعة نوكسوبي (ميسيسيبي)
مقاطعة نوكسوبي هي مقاطعة في مسيسيبي، بلغ عدد سكانها 11٬545  نسمة، في 2010، عاصمتها ماكون، تبلغ مساحتها 1٬813 كيلومتر مربع.

## الموقع
تشترك في الحدود مع:
- مقاطعة لوديس (ميسيسيبي)
- مقاطعة كمبر (ميسيسيبي).

## التقسيمات الإدارية
- ماكون.